# Koji Nakao
Koji Nakao (født 8. september 1981) er en tidligere japansk fodboldspiller.
Han har spillet for flere forskellige klubber i sin karriere, herunder Consadole Sapporo og Yokohama FC.